# Ђорђе Протић (лекар)
Ђорђе Протић (Београд, 23. април 1879 — Београд, 19. фебруар 1950) био је српски лекар, учесник Балканских ратова и Првог светског рата, санитетски генерал, управник Војно-хигијенског завода 1930. до 1936, управник Главне војне болнице од 1936. до 1939.

## Живот и рад
Ђорђе Протић рођен је у Београду 23. априла 1879. године. Основну и средњу школу завршава у Београду. Након заршене средње школе уписује Медицински факултет у Берлину, где је и дипломирао. Као поручник примљен је у војску 14. маја 1906. године. За трупног лекара и управника лабораторије у Пожеги постављен је 18. јуна 1906. године. Недуго затим 8. јула 1906. године постављен је за трупног лекара у Ваљеву.
Санитетски поручник др Ђорђе Протић заједно са санитетским мајором Владимиром А. Поповићем, др Миланом Пецићем и др Јорданом Стајићем основао је средином октобра 1906. године Читаоницу војних лекара у Ваљеву. Циљ Читаонице било је „набављање стручних листова и списа за лекаре; набављање поучних и забавних списа за болеснике”. Правила ове Читаонице одобрио је 18. октобра министар војни, генерал Радомир Путник. Захваљујући прилозима „неколико родољуба”, Читаоница се убрзо по оснивању уписала за члана утемељача Српске књижевне задруге.
За трупног лекара Дринског артиљеријског пука у управника Шабачке привремене војне болнице постављен је 30. марта 1907. године. Унапређен је у чин санитетског капетана II класе 1. јануара 1910. године. На специјализацију хигијене и бактериологије упућен је 1911. године заједно са доктором Светозаром Пешићем. По повратку са специјализације, ова два лекара до избијања Првог балканског рата 1912. године нису обављала дужност из струке за које су се школовали, јер тада није било никаквих установа, лабораторија, нити било каквих средстава, справа и прибора за рад.

## Балкански ратови и Први светски рат
За време Балканских ратова 1912—1913. обављао је дужност лекара 6 пешадијског пука I позива.
У Првом светском рату, 1914-1918. радио је као трупни лекар, управник болнице, хигијеничар Друге армије и управник Реконвалесцентног одељења болнице у Солуну.
Упућен је 17. јула 1916. године на Солунски фронт, да заступа референта санитета Шумадијске дивизије. Пошто је владала епидемија маларије, он је обишао све јединице, пуковске и батаљонске амбуланте на фронту, и наредио је тријажу у три групе са одговарајућим шемама и дозама терапије и превенције.
На Зејтинлику 3. децембра 1916. године отворено је друго реконвалесцентно одељење за лакше рањенике и болеснике. За управника је постављен потпуковник др Ђорђе Протић, док је особље премештено из угашене Тимочке дивизијске области са Крфа.

## Повратак у Србију и напредовање у служби
Након повратка у Србију, вратио се на стару дужност као лекар. Хонорарни професор хигијене на Нижој школи Војне академије постаје 17. октобра 1919. године.
Шеф лекарског одсека санитетског одељења Министарства Војске и Морнарице постаје 12. новембра 1923. године. Решењем Министра Војске и Морнарице Петром Пешићем, а по потреби службе, изабран је 12. јуна 1924. године за сталног члана Санитетско-Ветеринарског комитета. За редовног професора војне хигијене у Нижој школи Војне академије поставњен је 26. октобра 1926. године.
Краљ Александар I Карађорђевић, а на предлог Министра Војске и Морнарице Стевана Хаџића, унапредио је Ђорђа Протића 17. децембра 1928. године у чин санитетског бригадног генерала.

## Управник Војно-хигијенског завода
Идеја о стварању Војно-хигијенског завода сазрела је тек пошто су у Београду прукупљени стручњаци за хигијенску службу. У саставу Главне војне болнице 16. јуна 1930. године у згради укинуте Вијносанитетске школе отвара се завод, са бактериолошким, хигијенско-епидемиолошким и хемијским одељењем. За првог управника завода поставља се санитетски бригадни генерал др Ђорђе И. Протић. На том положају остаје све до 22. маја 1936. године. Дужност управика Завода преузима санитетски пуковник др Ђура Новаковић, који на том месту остаје до 17. априла 1937. године, када је за управника Војно-хигијенског завода постављен санитетски бригадни генерал др Војислав С. Поповић.

## Управник Главне војне болнице
Краљ Петар II Карађорђевић, а на предлог Министра Војске и Морнарице Љубомира Марића поставља 22. маја 1936. године Ђорђа И. Протића за вршиоца дужности управника Главне војне болнице у Београду.
Главна војна болница у Београду отворена је 6. јула 1930. године. Болнице је имала 780 постеља. За првог управника Главне војне болнице постављен је санитетски генерал др Сава Поповић.
Краљ Петар II Карађорђевић, а на предлог Министра Војске и Морнарице Љубомира Марића унапредио је Ђорђа И. Протића у чин санитетског генерала 6. септембра 1936. године.
Санитетски генерал др Ђорђе Протић, на овом положају остаје до 6. септембра 1939. године, када је разрешен дужности управника Главне војне болнице и одлази у пензију по својој молби.
У више наврата био је члан регрутне комисије, члан испитне комисије за чин активног и резервног мајора: санитетског, ветеринарског и апотекарског за испитну 1922/23, 1923/1924, 1924/25, 1928/29. годину. Био је председник испитне комисије за чин активног и резервног санитетског и апотекарског капетана II класе за испитну 1932/33, 1933/1934, 1934/35. годину, као и члан стручне секције Лиге против туберкулозе.
Ђорђе Протић био је члан лекарске комисије 1929. године за пријем питомаца на Војну академију. Сем њега чланови комисије били су: др Јордан Стајић, генерал Јосиф Костић, др Сава Поповић, пуковник Јован Ристић и др Жарко Трпковић.
Помоћник Министра просвете поставио је 17. јуна 1937. године др Ђорђа Протића за хонорарног професора хигијене на Медицинском факултету у Београду.
За дугу и савесну службу одликован бројним високим домаћим и страним одликовањима.
Преминуо је 19. фебруара 1950. године у 70. години живота.

## Породица
Отац Илија био је 20 година војни протојереј, мајка Драгиња. Брат Војин мајор, погинуо на Гучеву 18. новембра 1914. године. Ђорђе Протић био је ожењен гђицом Стеваном, кћерком Ахила Калмана професора из Смедерева.

## Одликовања
- Орден Светог Саве 5. реда
- Орден Светог Саве 4. реда
- Орден Светог Саве 3. реда
- Орден Светог Саве 2. реда
- Орден Светог Саве 1. реда

## Галерија
- Поуке о војничком здрављу
- Месни преглед код испитивања воде за пиће
- Примењена дезинфекција, дезинсекција и дератизација, (Ванредни број Гласника Министарства народног здравља)
- Упут за дезинфекцију
- Војна хигијена
- Статистика туберкулозе у војсци